# Parque nacional Conimbla
Conimbla es un parque nacional en Nueva Gales del Sur (Australia), ubicado a 253 km al oeste de Sídney, dentro de la biorregión provisional Laderas del Suroeste.

## Datos
- Área: 76 km²
- Coordenadas: 33°44′54″S 148°26′21″E / -33.74833, 148.43917
- Fecha de Creación: 18 de julio de 1980
- Administración: Servicio Para la Vida Salvaje y los Parques Nacionales de Nueva Gales del Sur
- Categoría IUCN: II

Véase también: Zonas protegidas de Nueva Gales del Sur